# Mimulus foliatus
Mimulus foliatus är en kräftdjursart som beskrevs av William Stimpson 1860. Mimulus foliatus ingår i släktet Mimulus och familjen Epialtidae. Inga underarter finns listade i Catalogue of Life.